# 奶龙

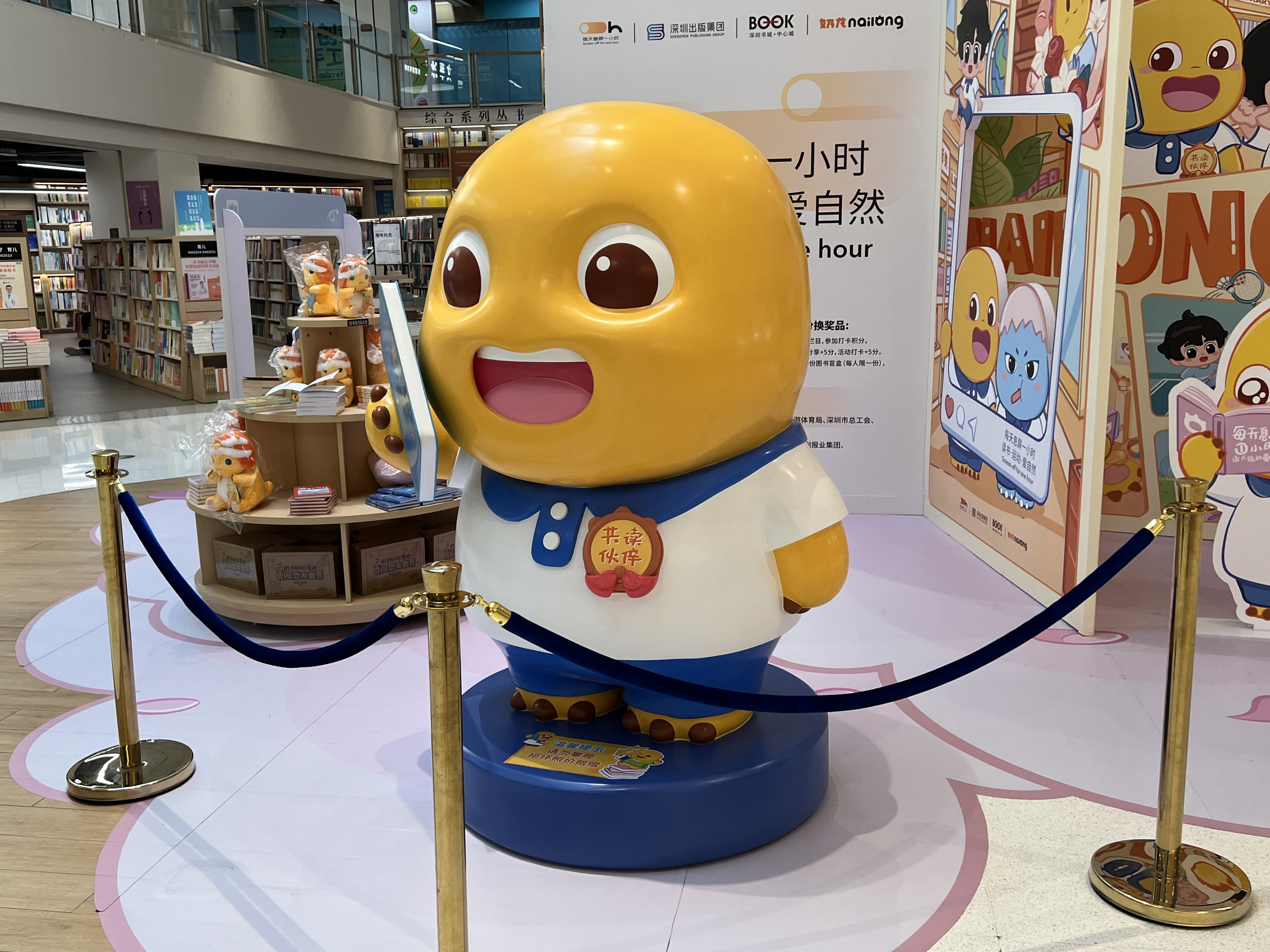
穿深圳校服的奶龙塑像

奶龙（英語：Nailoong），是《奶龙》系列动画及其衍生作品中的虚构恐龙，由深圳第七印象文化传媒有限公司设计。
2020年10月14日，奶龙被注册为商标。

## 创作灵感
奶龙的灵感来源自创作者谢承恩的少年经历。当时的谢承恩对恐龙感兴趣，梦想自己长大后探索恐龙世界，于是在2020年创作了奶龙系列动画。

## 爆红
奶龙自2020年问世以来，曾参与《王者荣耀》等多款游戏IP联动。截至2025年1月26日，其抖音粉丝数已超过2200万，哔哩哔哩视频播放量已有18.6亿次。不過因其动画剧情被認為简单无脑，导致部分网友对奶龙的剧情及动作反感甚至厌恶。
2025年2月，杭州萧山国际机场开办了以奶龙为主题的儿童书房。